# Jan Olszewski
Jan Ferdynand Olszewski (Varsó, 1930. augusztus 20. – Varsó, 2019. február 7.) lengyel ügyvéd, politikus, miniszterelnök (1991–1992).

## Élete
1944-ben részt vett a varsói felkelésben a német megszállók ellen. Az 1980-as években egyik vezető személyisége volt a Szolidaritásnak. Részt vett 1989-ben a rendszerváltáshoz elvezető kerekasztal-tárgyalásokon. 1991–92-ben miniszterelnök volt, majd Lech Kaczyński lengyel elnök tanácsadója volt.